# Aeroportul Along
Aeroportul Along (IATA: IXV, ICAO: VEAN) este un aeroport din Arunachal Pradesh, India.
Situat la o altitudine de 274 m, aeroportul dispune de o singură pistă. Este operat de Indian Air Force⁠(d).